# Lobkovice (zámek)
Zámek Lobkovice je původně středověká tvrz rodiny Lobkoviců, později přestavěná na renesanční zámeček, která se nachází v Lobkovicích, dnes části Neratovic v okrese Mělník.

## Popis
Zámek se nachází uvnitř areálu hospodářského dvora na terénní terase na břehu Labe. Stavba je jednopatrová a čtyřkřídlá na lichoběžném půdorysu. Budova má valbovou střechu. V renesanční části budovy se nachází třípatrová hranolovitá věž s mansardovou střechou.

## Historie

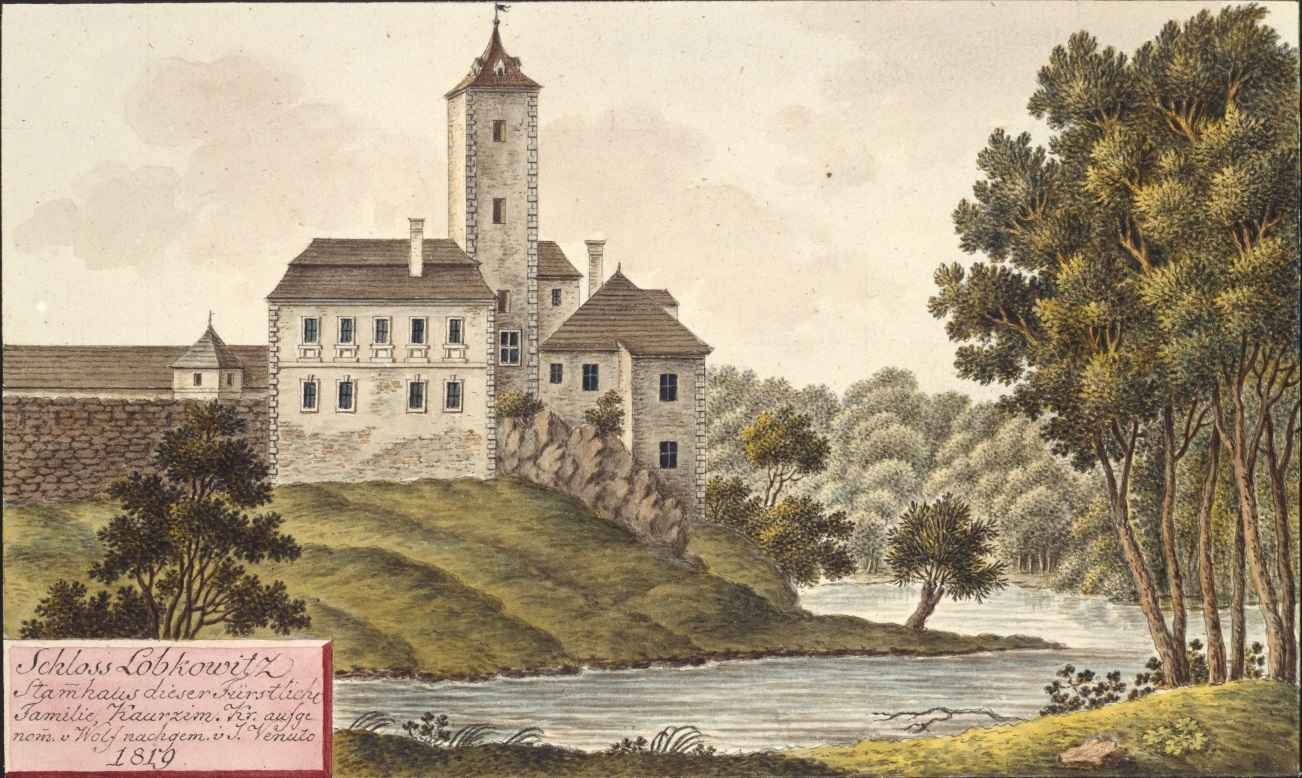
Zámek v roce 1819, kresba Jana Venuta

První zmínky o tvrzi pochází z roku 1403, kdy patřila pražskému měšťanovi Prokopu Kruknerovi. Roku 1409 tvrz získal zakladatel rodu Lobkoviců Mikuláš z Újezda, který brzy začal používat přídomek z Lobkovic. V roce 1445 připadly Lobkovice synovi Mikuláše z Újezda Janu Popelovi. Mezi lety 1450 a 1451 byla tvrz krátce obsazena vojsky Jiřího z Poděbrad. Později získal lobkovickou tvrz Albrecht Jiří z Očedělic. Po častém střídání majitelů ji roku 1496 získal Beneš Sekera ze Sedčic. Sekerové ze Sedčic původní kamennou tvrz přebudovali na malý zámeček. Jeho potomek Jan Ratibor Sekerka ze Sedčic Lobkovice roku 1615 prodal měšťanovi Václavovi Majskému ze Sobíšku, který je o rok později znovu prodal Polyxeně z Pernštejna, která tvrz darovala svému manželovi Zdeňkovi Lobkovicovi k 47. narozeninám a zámeček se tak po dlouhých letech znovu dostal do majetku Lobkoviců. Zámek se tehdy stal jen administrativním střediskem panství a obydlím úředníků. Za třicetileté války byl zámek několikrát vydrancován a zpustl. K opravě a přestavbě budovy došlo až v roce 1679 za knížete Ferdinanda Augusta z Lobkovic, podle plánů italského architekta Antonia della Porty. 

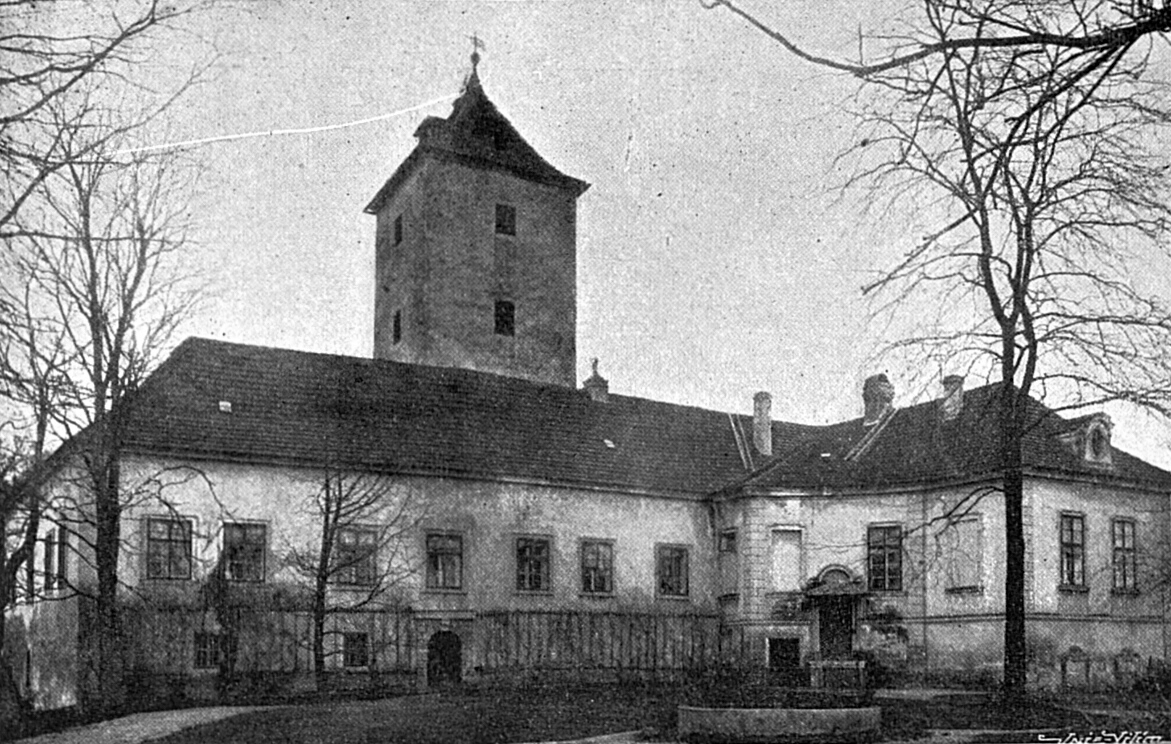
Pohled od západu (Soupis památek 1901)

Roku 1829 Ferdinand Josef z Lobkovic Lobkovice prodal pražskému advokátovi Janu Měchurovi (1774–1852), který zámek znovu přestavěl. Jeho dcera Terezie, která v roce 1840 zámek zdědila, byla manželkou Františka Palackého. Palacký si zámek velmi oblíbil a často zde pobýval. 

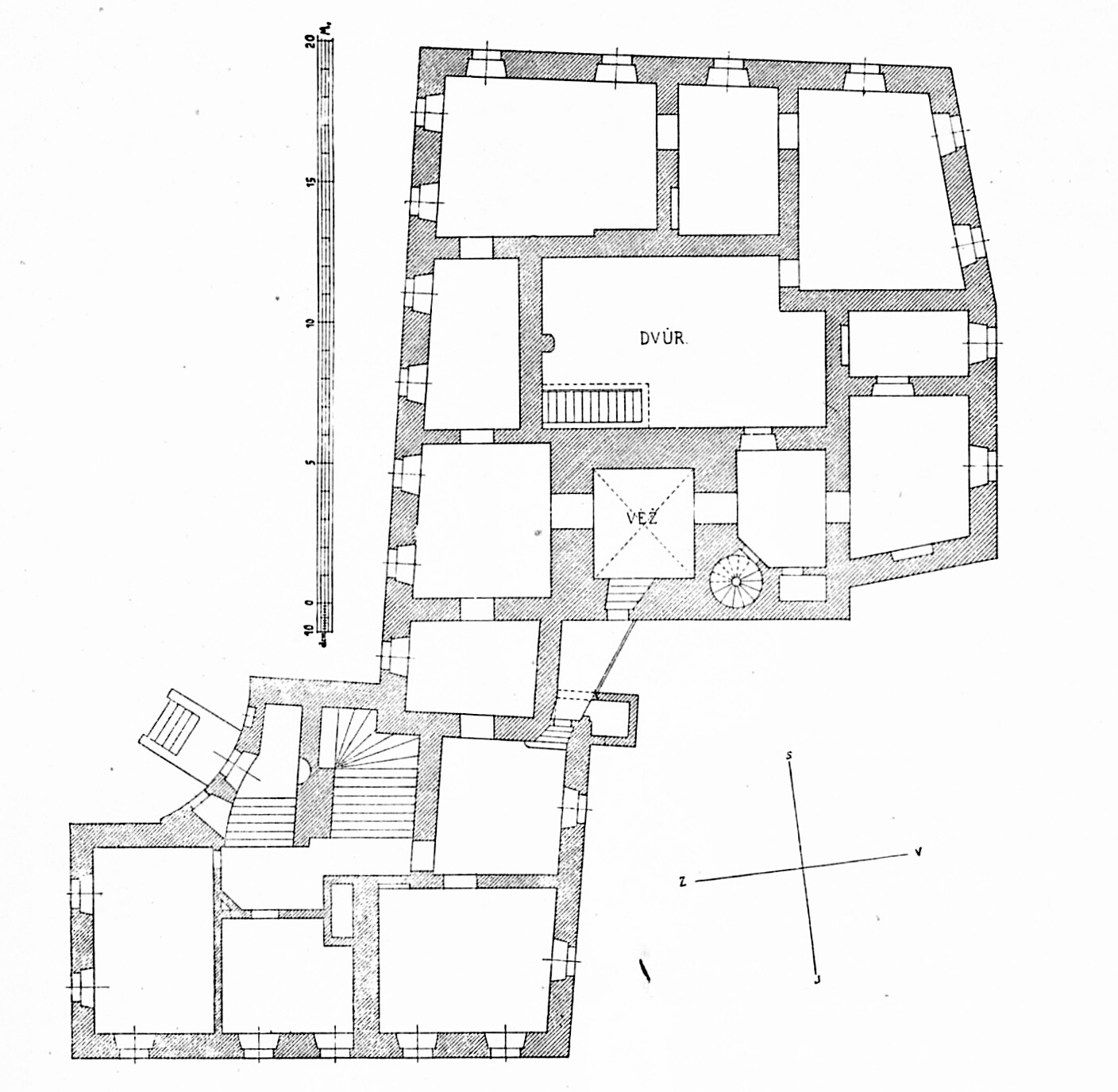
Půdorys (Soupis památek 1901)

Syn Františka Palackého Jan Palacký zámek roku 1897 prodal knížeti Mořicovi z Lobkovic. 
V majetku Lobkoviců byl zámek až do roku 1948, kdy se stal majetkem státu a byl spravován MNV v Lobkovicích. Počátkem 80. let převzala zámek Filozofická fakulta Univerzity Karlovy a byla zahájena jeho úprava na studijní středisko a depozitář knihoven.
V roce 1991 byl zámek vrácen v restituci potomkům roudnické větve Lobkoviců. Zámek získal Alexandre de Ridder-Lobkowicz (* 1948), pravnuk 10. knížete z Lobkovic Ferdinanda Zdeňka (1858–1938). Posléze se nemovitosti ujal syn Alexandre Lobkowicze Maximilian Mues se svou chotí Carlottou Bastian. Po roce 2022 zámek opravili a umožnili jeho kulturní a společenské využití.
Zámek je sídlem firmy Chateau Lobkovice s. r. o., jejímž prostřednictvím majitelé nabízejí využití objektu pro pořádání společenských událostí, případně k ubytování jako penzion. V průběhu roku bývá zámek zpřístupněn veřejnosti v rámci různých akcí, jako jsou trhy s řemeslnými a uměleckými výrobky, koncerty a dny otevřených dveří.